# Manu Payet
Emmanuel Payet más conocido como Manu Payet, nacido el 22 de diciembre de 1975 en Saint-Denis en la isla de La Réunion, es humorista, actor, director de cine, guionista y locutor de radio y televisión Francés. Fue Maestro de ceremonia de los Premios César en 2018.

## Trayectoria

### Comedia
Hizo su primera presentación individual exitosa en el Splendid en 2007 , luego en el Bataclan en abril de 2008 y en el Olympia en diciembre de 2008. El espectáculo está coescrito y dirigido por Philippe Mechelen y producido por Dominique Farrugia. Desde ese mismo año, ha prestado su voz al héroe de la franquicia de animación Kung Fu Panda , el Panda Po. Él volvió a la televisión en 2009, el tiempo de aparición como estrella invitada en el libro VI de la serie televisiva Kaamelott.

### Director
Volvió en 2014 para encabezar su primera película como codirector, la comedia romántica Situation amoureuxeuse: es complicado. Al año siguiente , siguió dos proyectos diferentes: la película de amigos con la comedia The Gorillas , donde responde a Joey Starr ; luego se destaca por su actuación en un registro más dramático con el prometedor debut de Emma Luchini . Ambas películas se encuentran entre los mayores fracasos del año 2015, con respectivamente 151.500 y 82.600 entradas.